# 单集林场
单集林场，是中国安徽省亳州市涡阳县下辖的一个类似乡级单位。

## 行政区划
单集林场共辖以下地区：
单集村、天齐村、晁湖村、五爱村、柴楼村、许圩村。